# Xenophanes (bướm)
Xenophanes là một chi bướm ngày thuộc họ Bướm nâu.

## Hình ảnh

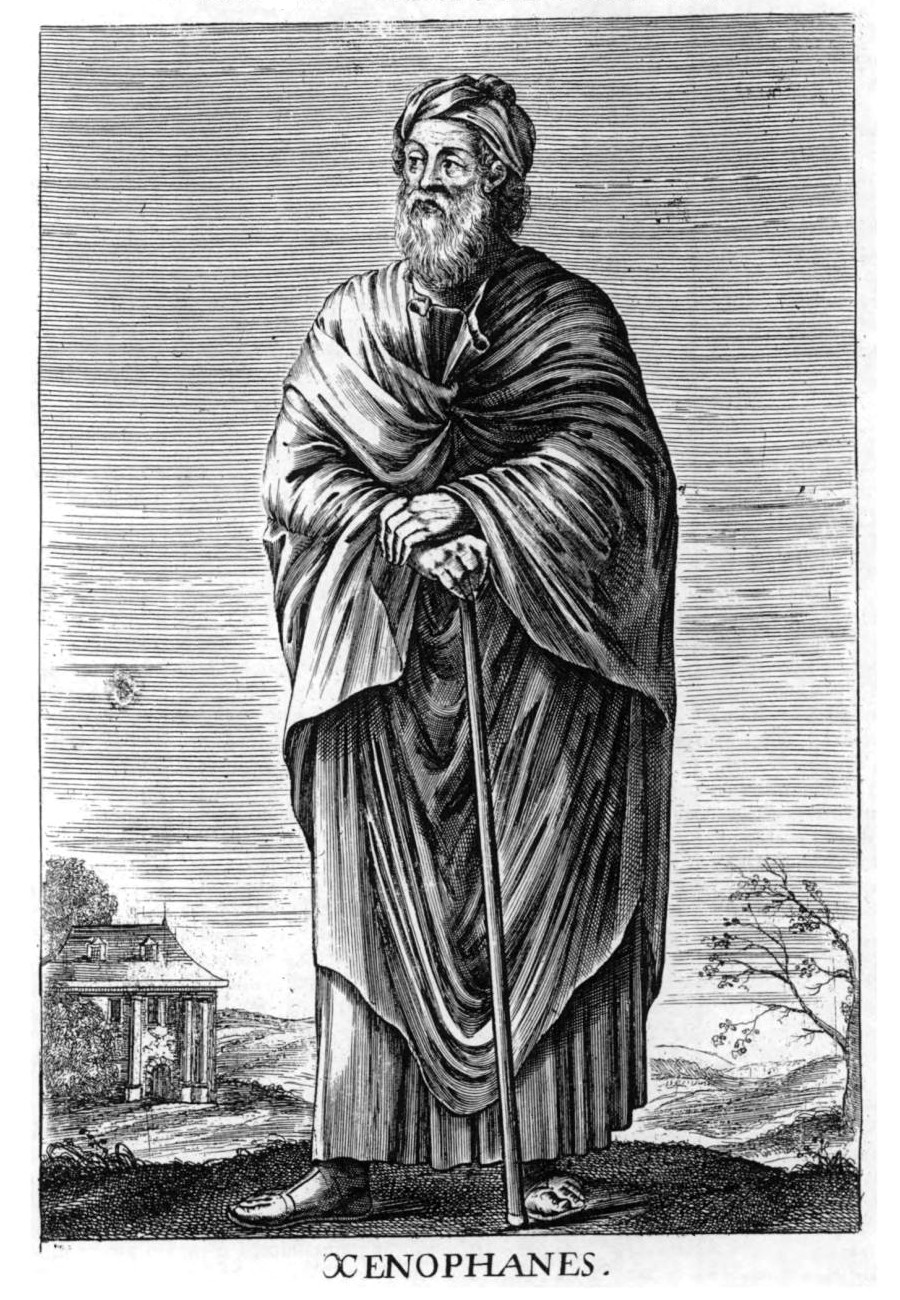